# Saint-Pierre-d'Exideuil
Saint-Pierre-d'Exideuil est une commune du Centre-Ouest de la France, située dans le département de la Vienne (région Nouvelle-Aquitaine).

## Géographie

### Généralités
À l'extrême sud-ouest du département de la Vienne, la commune de Saint-Pierre-d'Exideuil s'étend sur près de 20 km2. Son territoire est traversé au sud par la Charente qui y déploie ses méandres.
L'altitude minimale, 100 mètres, se trouve au sud-est, juste en aval du château de Léray, là où la Charente quitte la commune et entre sur celle de Val-de-Comporté (territoire de l'ancienne commune de Saint-Saviol). L'altitude maximale avec 147 mètres est localisée au sud-ouest, en bordure de la commune de Civray, au bois de Fosse-Billon.
Le bourg de Saint-Pierre-d'Exideuil, en rive droite de la Charente et traversé par les routes départementales (RD) 35 et 148, se situe, en distances orthodromiques, deux kilomètres à l'est de Civray et quinze kilomètres au nord-nord-est de Ruffec.
La commune est également desservie par les RD 1 et 103 au sud, la RD 7 au nord-est et la RD 104 à l'ouest.
Dans le nord-ouest, la ligne ferroviaire Paris-Austerlitz - Bordeaux-Saint-Jean traverse le territoire communal sur près d'un kilomètre et demi. Entre Saint-Saviol et Civray, une ancienne ligne ferroviaire abandonnée traverse la commune sur quatre kilomètres et demi.

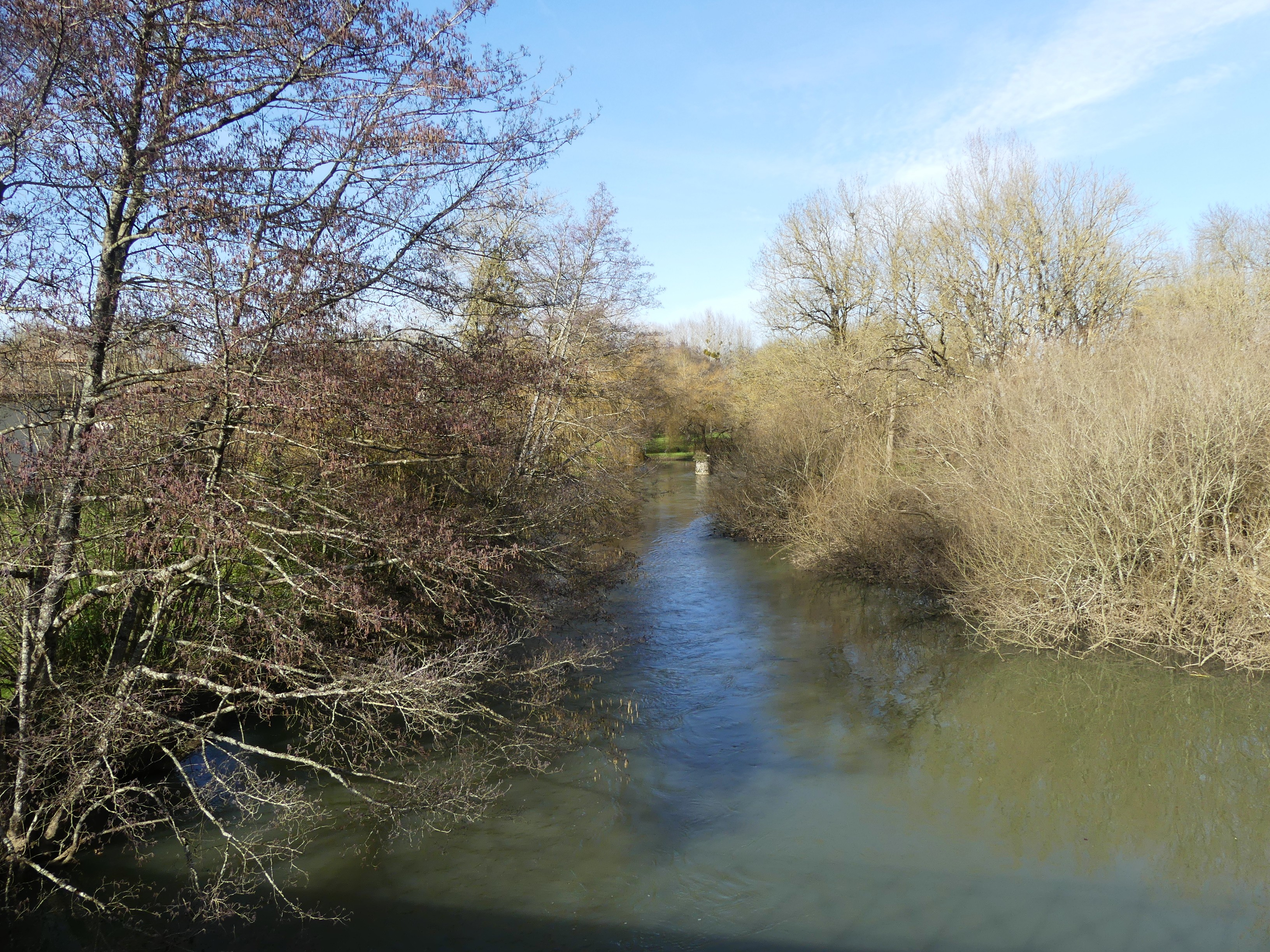
La Charente au lieu-dit Dalidant.
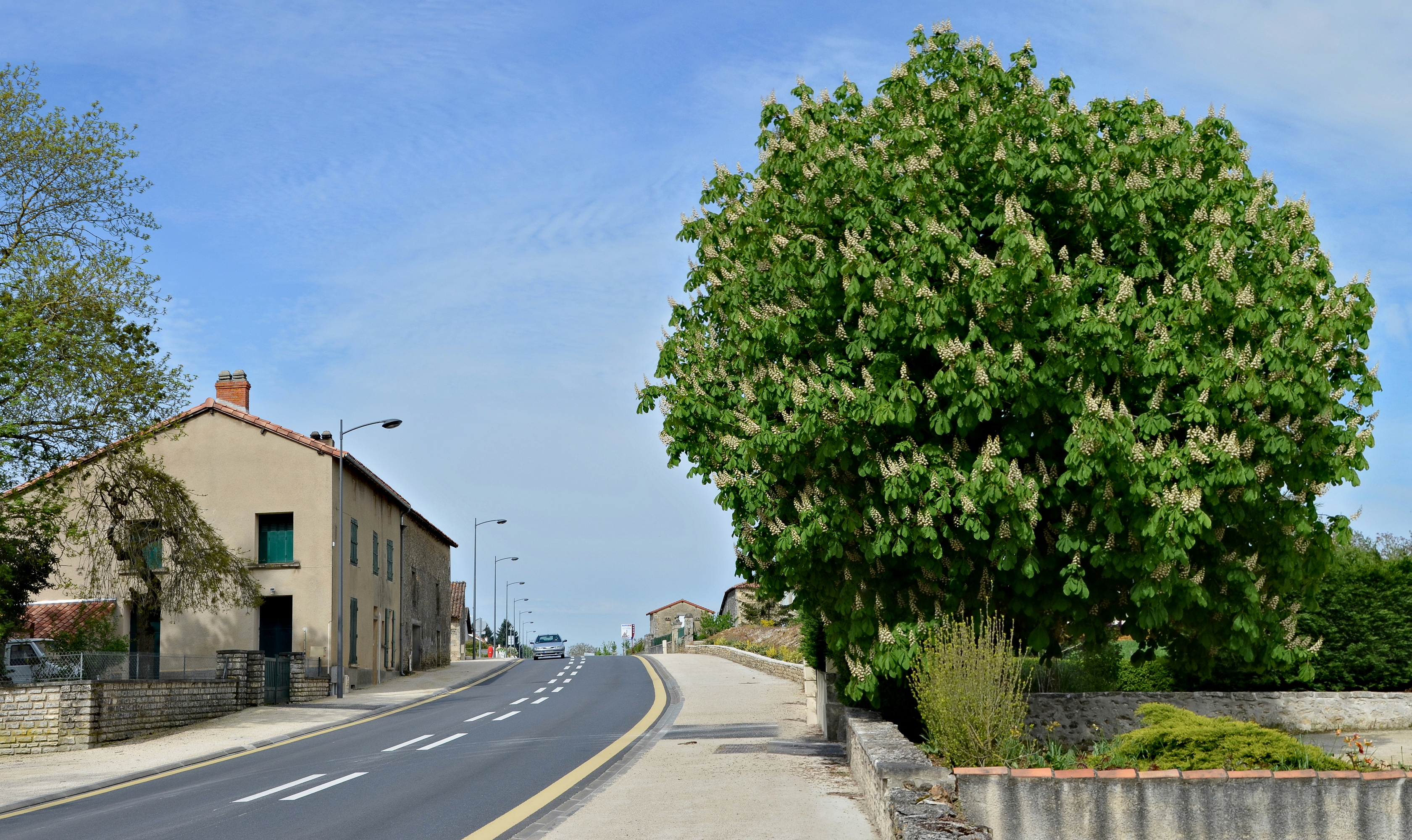
La RD 148 dans la traversée du bourg.
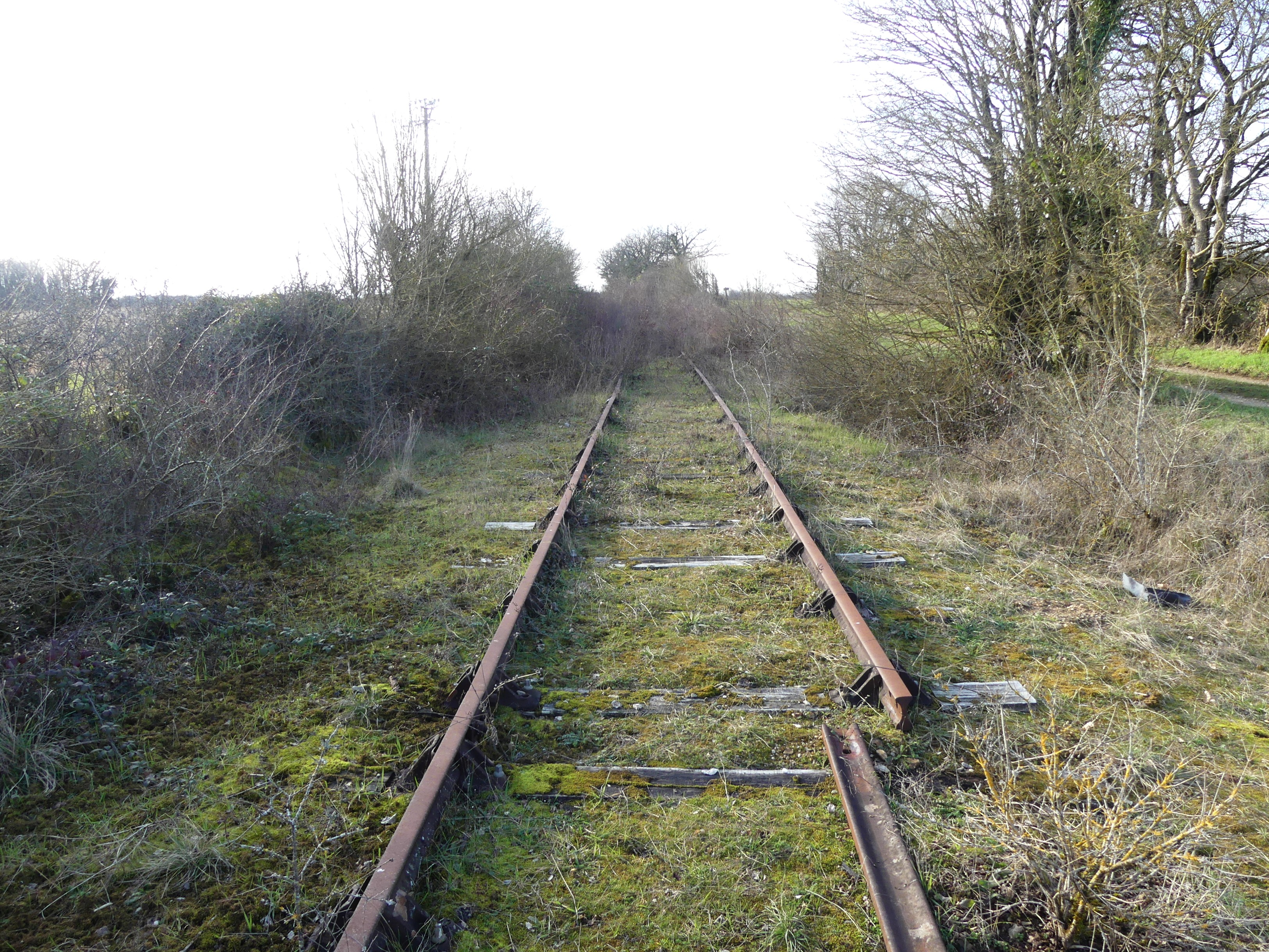
La ligne ferroviaire désaffectée à l'ouest du pont 34.
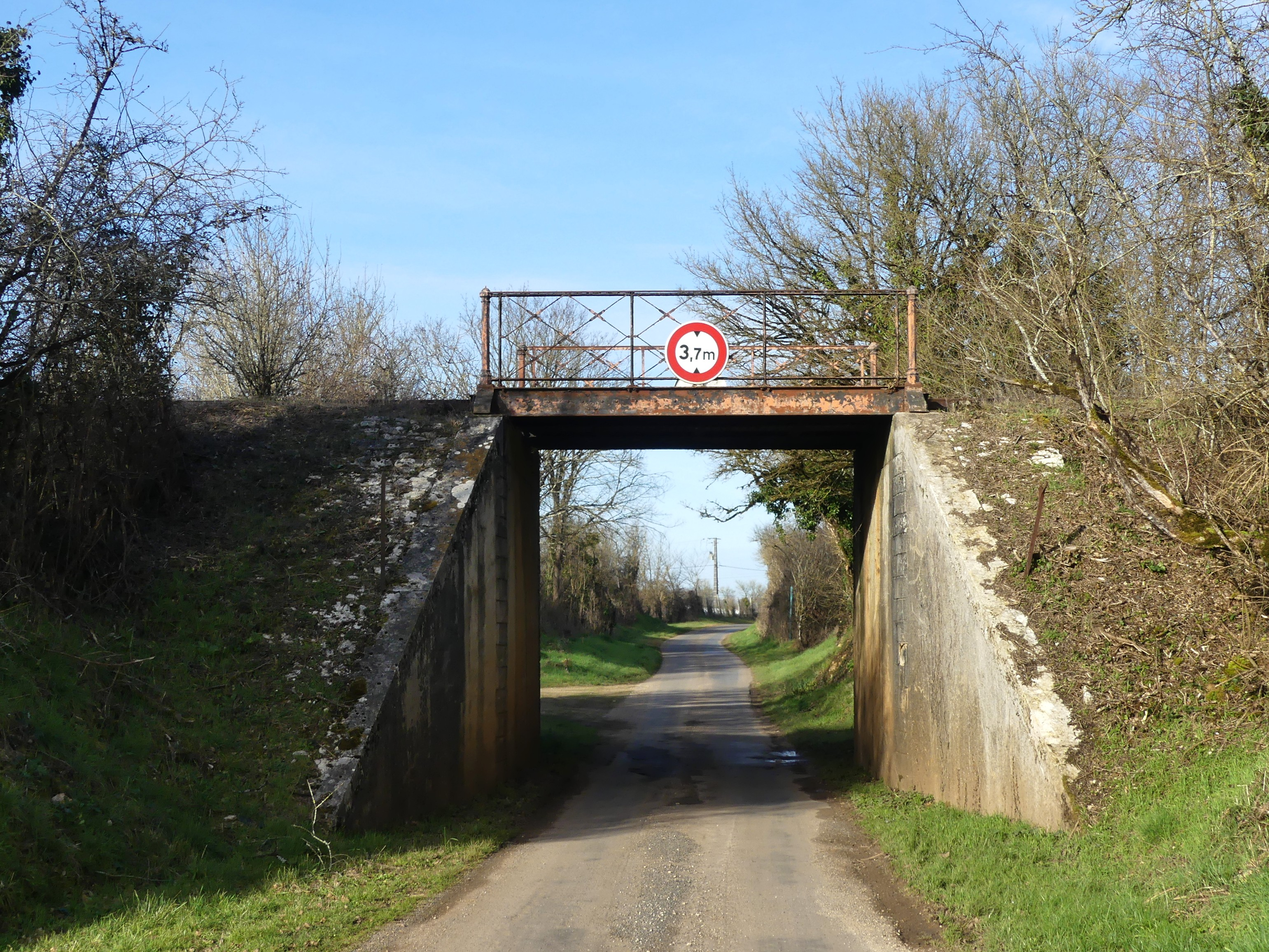
Le pont 34 de la ligne désaffectée enjambe une route communale.

### Communes limitrophes
Saint-Pierre-d'Exideuil est limitrophe de sept autres communes dont au nord-ouest Champagné-le-Sec par un quadripoint et Linazay sur moins de 450 mètres. À l'ouest, la commune de Limalonges, dans les Deux-Sèvres, est distante de 450 mètres.
Les communes limitrophes sont  Blanzay, Champagné-le-Sec, Civray, Linazay, Saint-Gaudent, Savigné et Val-de-Comporté.
| Champagné-le-Sec, Linazay | Blanzay                 | Savigné |
| Val-de-Comporté           | Saint-Pierre-d'Exideuil |         |
|                           | Saint-Gaudent           | Civray  |

### Géologie et relief
La région de Saint-Pierre-d'Exideuil présente un paysage de plaines vallonnées plus ou moins boisées et de vallées. Le terroir se compose :
- pour 26 % de terres rouges plus ou moins profondes situées sur les plateaux. Ce sont des sols de couleur acajou, siliceux, dérivés d’argiles ferrugineuses à silex provenant d’épandages superficiels du Massif central.
- pour 65 % de groies profondes dans les plaines. Les groies sont des terres du sud-ouest de la France, argilo-calcaires, peu profondes - en général de moins de 50 cm d’épaisseur – et  plus ou moins riches en cailloux. Elles sont fertiles et saines et donc, propices à la polyculture céréalière.
- pour 5 % de calcaire dans les vallées,
- pour 4 % par l'agglomération.

En 2006, 78,6 % de la superficie de la commune était occupée par l'agriculture, 17,7 % par des forêts et des milieux semi-naturels et un peu moins de 4 % par des zones construites et aménagées par l'homme (voirie).
La présence de milieux naturels et semi-naturels riches et diversifiés sur le territoire communal permet d’offrir des conditions favorables à l’accueil de nombreuses espèces pour l'accomplissement de leur cycle vital (reproduction, alimentation, déplacement, refuge). Forêts, landes, prairies et pelouses, cours d’eau et zones humides, dunes et plages… constituent ainsi des cœurs de biodiversité et/ou de véritables corridors biologiques.

### Climat
Pour des articles plus généraux, voir Climat de la Nouvelle-Aquitaine et Climat de la Vienne.
Historiquement, la commune est exposée à un climat océanique du nord-ouest.
En 2020, Météo-France publie une typologie des climats de la France métropolitaine dans laquelle la commune est exposée à un climat océanique altéré et est dans la région climatique  Poitou-Charentes, caractérisée par un bon ensoleillement, particulièrement en été et des vents modérés.
Pour la période 1971-2000, la température annuelle moyenne est de 11,9 °C, avec une amplitude thermique annuelle de 15 °C. Le cumul annuel moyen de précipitations est de 871 mm, avec 11,8 jours de précipitations en janvier et 7 jours en juillet. Pour la période 1991-2020, la température moyenne annuelle observée sur la station météorologique la plus proche, située sur la commune de Civray à 2 km à vol d'oiseau, est de 12,6 °C et le cumul annuel moyen de précipitations est de 841,4 mm,. Pour l'avenir, les paramètres climatiques de la commune estimés pour 2050 selon différents scénarios d’émission de gaz à effet de serre sont consultables sur un site dédié publié par Météo-France en novembre 2022.

### Milieux naturels et biodiversité

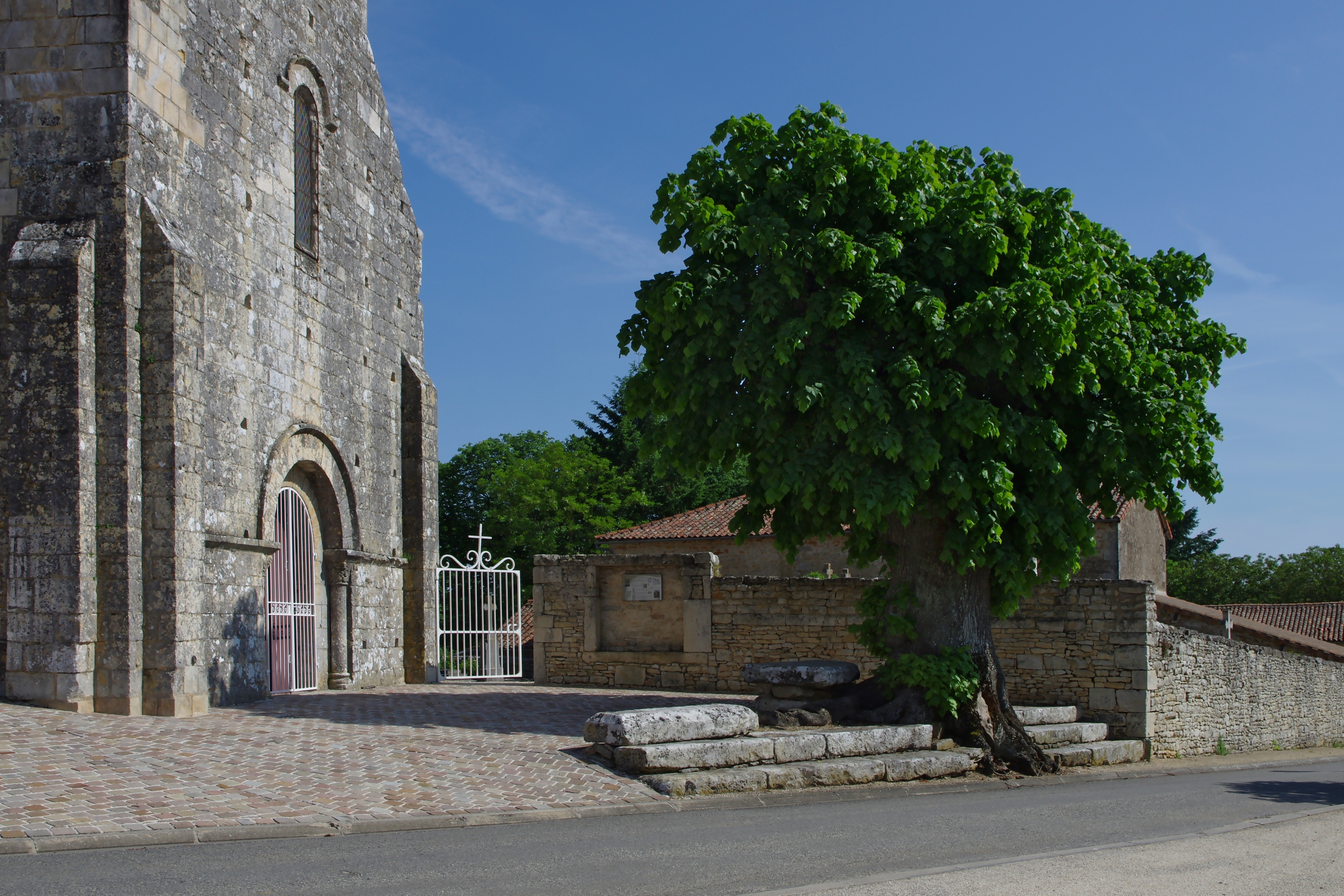
Tilleul dit « de Sully » devant l’église Saint-Pierre.

#### Espaces protégés
La protection réglementaire est le mode d’intervention le plus fort pour préserver des espaces naturels remarquables et leur biodiversité associée.
D'après l'INPN, une aire protégée concerne le territoire communal.
Il s'agit d'une zone naturelle d'intérêt écologique, faunistique et floristique (ZNIEFF) de type 1, le « bois de Léray », qui s'étend sur 26 hectares et concerne également la commune voisine de Saint-Saviol, les deux tiers se trouvant sur le territoire de Saint-Pierre-d'Exideuil,.
Une espèce végétale déterminante, la Jonquille (Narcissus pseudonarcissus) et trente-cinq autres espèces végétales y ont été recensées.

#### Arbres remarquables
Selon l'Inventaire des arbres remarquables de Poitou-Charentes, il y a deux arbres remarquables sur le territoire de la commune : un tilleul à grandes feuilles situé près de l'église et un tilleul à petites feuilles qui se trouve au lieu-dit le Petit Plomb.

Le tilleul du Petit Plomb.
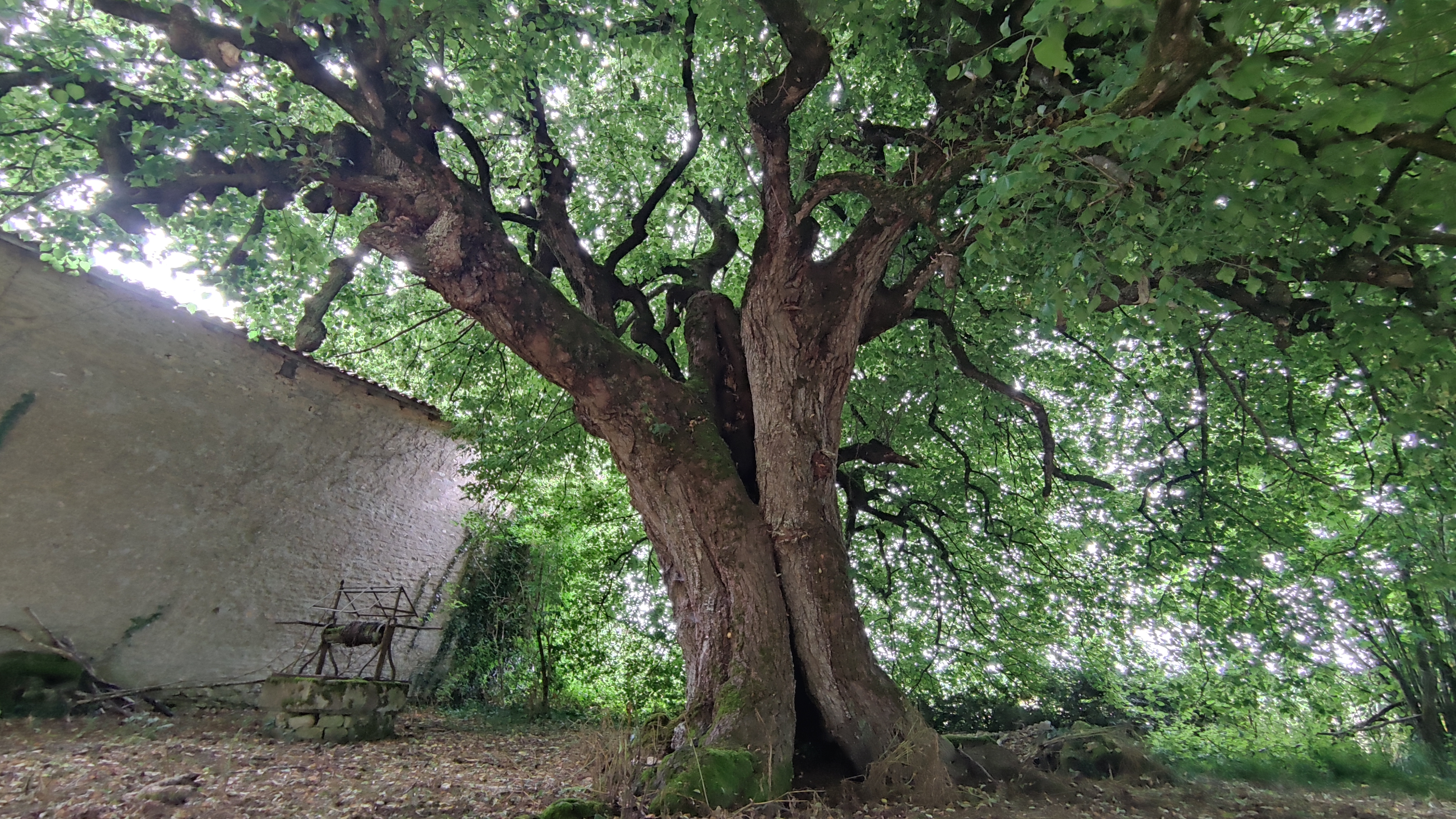
Vu depuis l'est (côté ouvert).
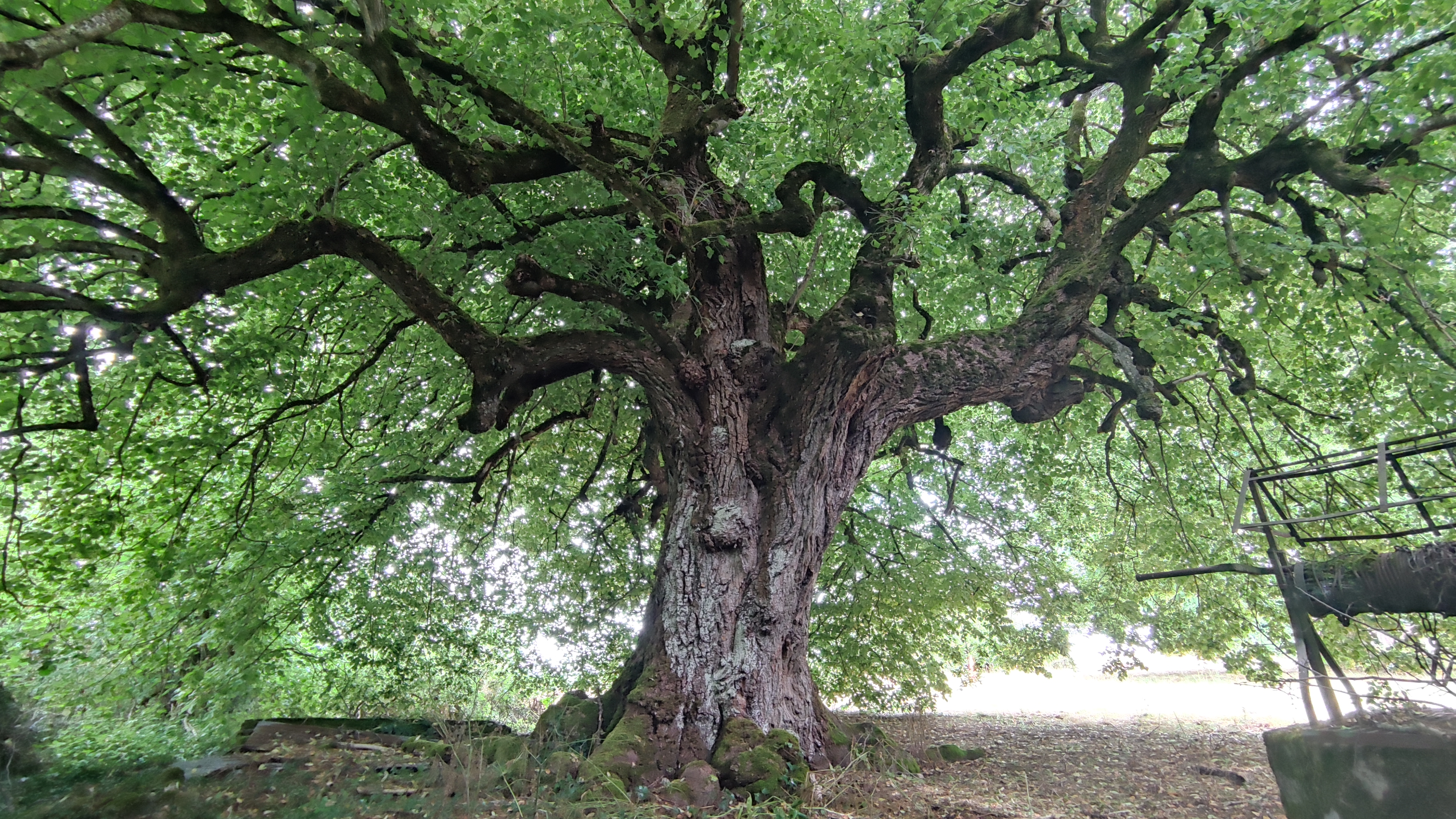
Vu depuis le sud-ouest.

## Urbanisme

### Typologie
Au 1er janvier 2024, Saint-Pierre-d'Exideuil est catégorisée commune rurale à habitat dispersé, selon la nouvelle grille communale de densité à sept niveaux définie par l'Insee en 2022.
Elle est située hors unité urbaine et hors attraction des villes,.

### Occupation des sols
L'occupation des sols de la commune, telle qu'elle ressort de la base de données européenne d’occupation biophysique des sols Corine Land Cover (CLC), est marquée par l'importance des territoires agricoles (75,5 % en 2018), en diminution par rapport à 1990 (79,3 %). La répartition détaillée en 2018 est la suivante : 
terres arables (52,1 %), zones agricoles hétérogènes (19,4 %), forêts (17,6 %), zones industrielles ou commerciales et réseaux de communication (4,1 %), prairies (4 %), zones urbanisées (2,9 %). L'évolution de l’occupation des sols de la commune et de ses infrastructures peut être observée sur les différentes représentations cartographiques du territoire : la carte de Cassini (XVIIIe siècle), la carte d'état-major (1820-1866) et les cartes ou photos aériennes de l'IGN pour la période actuelle (1950 à aujourd'hui).

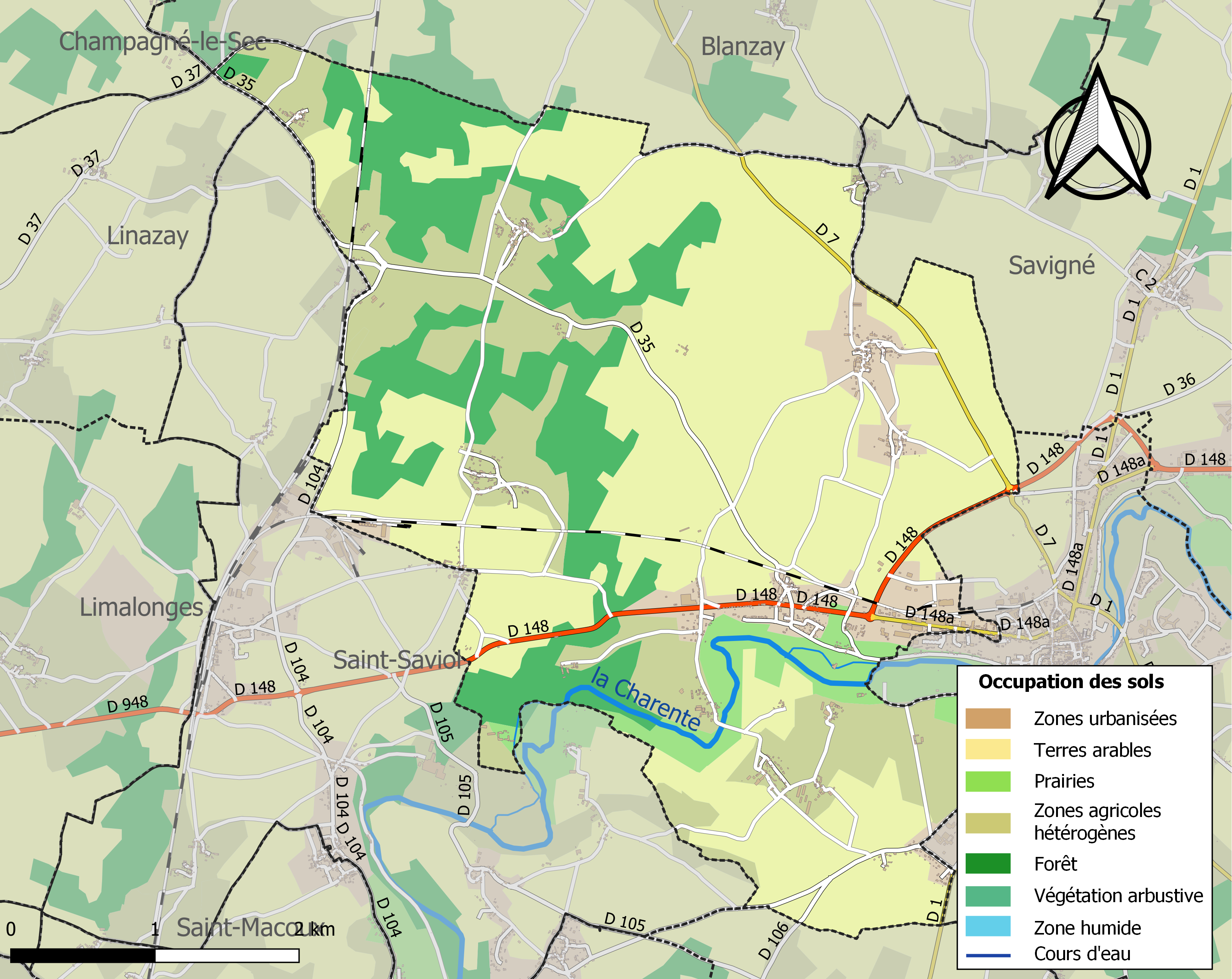
Carte des infrastructures et de l'occupation des sols de la commune en 2018 (CLC).

### Risques majeurs
Le territoire de la commune de Saint-Pierre-d'Exideuil est vulnérable à différents aléas naturels : météorologiques (tempête, orage, neige, grand froid, canicule ou sécheresse), inondations, mouvements de terrains et séisme (sismicité modérée). Il est également exposé à deux risques technologiques, le transport de matières dangereuses et la rupture d'un barrage. Un site publié par le BRGM permet d'évaluer simplement et rapidement les risques d'un bien localisé soit par son adresse soit par le numéro de sa parcelle.

#### Risques naturels
Certaines parties du territoire communal sont susceptibles d’être affectées par le risque d’inondation par débordement de cours d'eau, notamment la Charente. La commune a été reconnue en état de catastrophe naturelle au titre des dommages causés par les inondations et coulées de boue survenues en 1982, 1993, 1999, 2010 et 2017,.

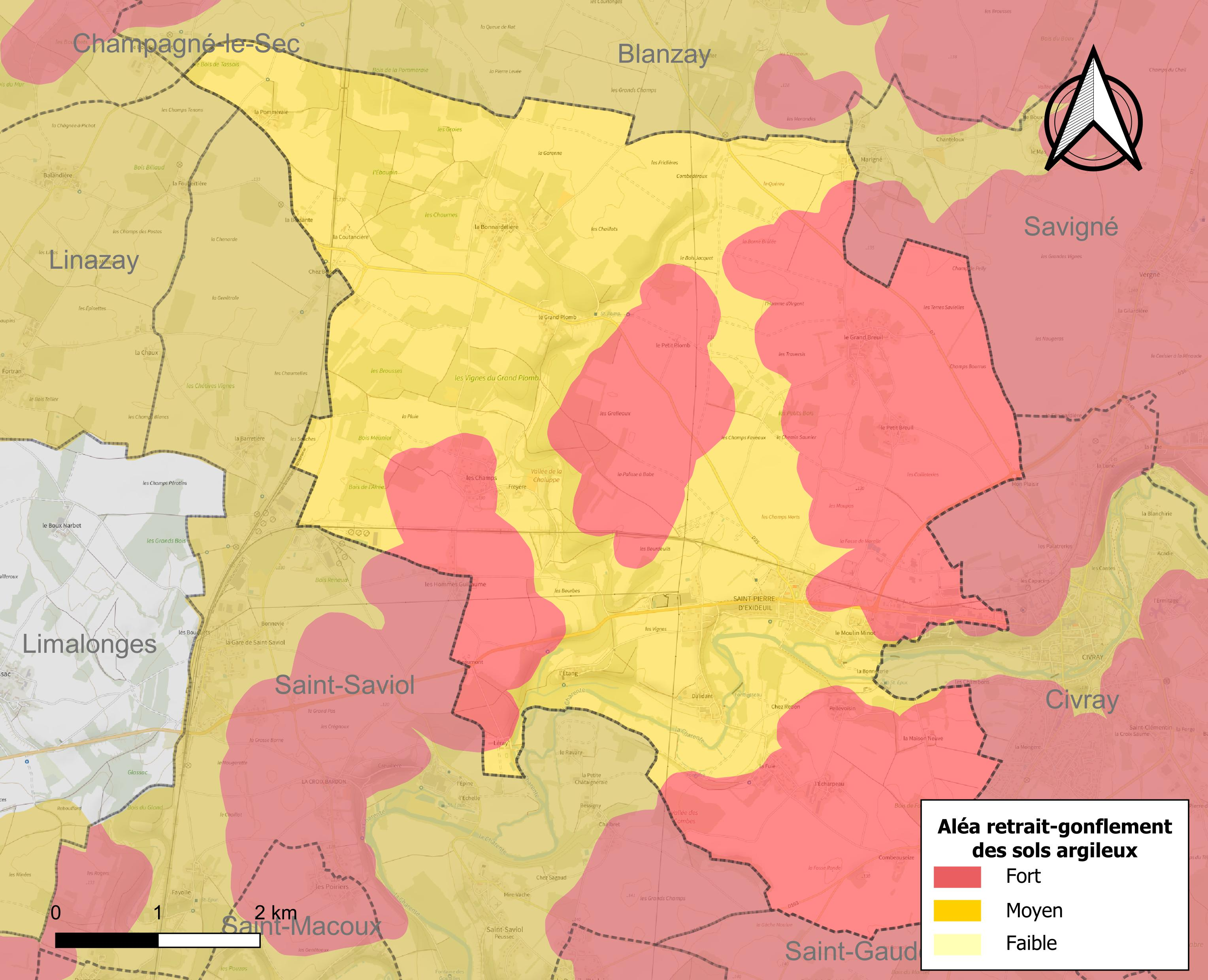
Carte des zones d'aléa retrait-gonflement des sols argileux de Saint-Pierre-d'Exideuil.

Les mouvements de terrains susceptibles de se produire sur la commune sont des affaissements et effondrements liés aux cavités souterraines (hors mines) et des tassements différentiels. Afin de mieux appréhender le risque d’affaissement de terrain, un inventaire national permet de localiser les éventuelles cavités souterraines sur la commune. Le retrait-gonflement des sols argileux est susceptible d'engendrer des dommages importants aux bâtiments en cas d’alternance de périodes de sécheresse et de pluie. La totalité de la commune est en aléa moyen ou fort (79,5 % au niveau départemental et 48,5 % au niveau national). Depuis le 1er octobre 2020, en application de la loi ÉLAN, différentes contraintes s'imposent aux vendeurs, maîtres d'ouvrages ou constructeurs de biens situés dans une zone classée en aléa moyen ou fort,.
La commune a été reconnue en état de catastrophe naturelle au titre des dommages causés par des mouvements de terrain en 1999 et 2010.

#### Risque technologique
La commune est en outre située en aval du barrage Mas-Chaban, un ouvrage de classe A situé dans le département de la Charente et construit pour constituer une réserve d’eau de 14 millions de m3. Le PPI a été approuvé en 1999. À ce titre elle est susceptible d’être touchée par l’onde de submersion consécutive à la rupture de cet ouvrage.

## Politique et administration

### Liste des maires

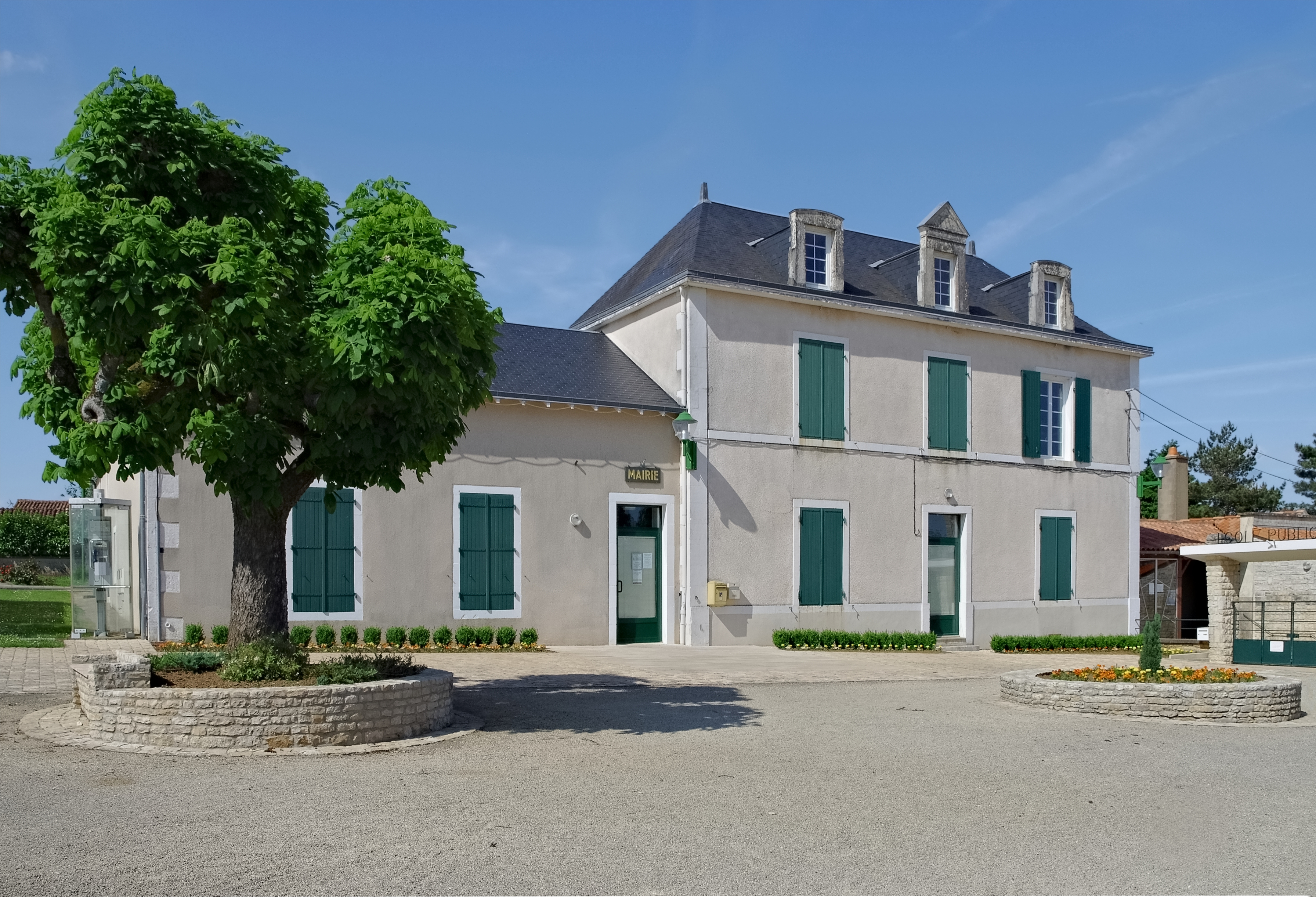
La mairie de Saint-Pierre-d'Exideuil en 2012.

| Période                                  | Période   | Identité          | Étiquette | Qualité |
| ---------------------------------------- | --------- | ----------------- | --------- | ------- |
| Les données manquantes sont à compléter. |           |                   |           |         |
|                                          |           |                   |           |         |
| ?                                        | mars 2001 | Yves Friolaud     |           |         |
| mars 2001 (réélu en 2020)                | En cours  | Jean-Marie Peigné | PS        |         |

## Équipements et services publics

### Enseignement
En 2025, la commune dispose d'une école primaire publique, route de Chaunay.

### Justice
En 2025, dans le domaine judiciaire, Saint-Pierre-d'Exideuil relève : 
- du tribunal judiciaire, du tribunal pour enfants, du conseil de prud'hommes, de la cour d'appel, du tribunal administratif et du tribunal de commerce de Poitiers ;
- du pôle Nationalité du tribunal judiciaire de Poitiers (compétent uniquement dans le domaine de la nationalité) ;
- et de la cour administrative d'appel de Bordeaux.

## Démographie
L'évolution du nombre d'habitants est connue à travers les recensements de la population effectués dans la commune depuis 1793. Pour les communes de moins de 10 000 habitants, une enquête de recensement portant sur toute la population est réalisée tous les cinq ans, les populations de référence des années intermédiaires étant quant à elles estimées par interpolation ou extrapolation. Pour la commune, le premier recensement exhaustif entrant dans le cadre du nouveau dispositif a été réalisé en 2008.

En 2022, la commune comptait 728 habitants, en évolution de −1,75 % par rapport à 2016 (Vienne : +0,6 %, France hors Mayotte : +2,11 %).
| 1793 | 1800 | 1806 | 1821 | 1831 | 1836 | 1841 | 1846 | 1851 |
| ---- | ---- | ---- | ---- | ---- | ---- | ---- | ---- | ---- |
| 682  | 628  | 622  | 719  | 603  | 770  | 708  | 774  | 788  |

| 1856 | 1861 | 1866 | 1872 | 1876 | 1881 | 1886 | 1891 | 1896 |
| ---- | ---- | ---- | ---- | ---- | ---- | ---- | ---- | ---- |
| 787  | 786  | 751  | 732  | 711  | 710  | 726  | 746  | 706  |

| 1901 | 1906 | 1911 | 1921 | 1926 | 1931 | 1936 | 1946 | 1954 |
| ---- | ---- | ---- | ---- | ---- | ---- | ---- | ---- | ---- |
| 698  | 733  | 709  | 696  | 661  | 682  | 717  | 706  | 726  |

| 1962 | 1968 | 1975 | 1982 | 1990 | 1999 | 2006 | 2008 | 2013 |
| ---- | ---- | ---- | ---- | ---- | ---- | ---- | ---- | ---- |
| 704  | 695  | 706  | 714  | 766  | 796  | 790  | 789  | 741  |

| 2018 | 2022 | - | - | - | - | - | - | - |
| ---- | ---- | - | - | - | - | - | - | - |
| 767  | 728  | - | - | - | - | - | - | - |

## Économie
Selon la direction régionale de l'Alimentation, de l'Agriculture et de la Forêt de Poitou-Charentes, il n'y a plus que 18 exploitations agricoles en 2010 contre 20 en 2000.
Les surfaces agricoles utilisées ont paradoxalement augmenté de 22 % et sont passées de 2 010 hectares en 2000 à 2 466 hectares en 2010 dont 615 sont irrigables. Ces chiffres indiquent une concentration des terres sur un nombre plus faible d’exploitations. Cette tendance est conforme à l’évolution constatée sur tout le département de la Vienne puisque de 2000 à 2007, chaque exploitation a gagné en moyenne 20 hectares.
44 % des surfaces agricoles sont destinées à la culture des céréales (blé tendre essentiellement mais aussi orge et maïs), 25 % pour les oléagineux (colza et tournesol), 21 % pour le fourrage et 6 % reste en herbes.
Huit exploitations en 2010 (contre six en 2000) abritent un élevage de bovins (1 042 têtes en 2010 contre 663 en 2000). C’est un des troupeaux de bovins les plus importants de la Vienne qui rassemblent 48 000 têtes en 2011.
Les élevages de caprins, d'ovins et de volailles ont disparu au cours de cette décennie. La disparition de l'élevage d'ovins est conforme à la tendance globale du département de la Vienne. En effet, le troupeau d’ovins, exclusivement destiné à la production de viande, a diminué de 43,7 % de 1990 à 2007. Pour l'élevage de caprins, cette disparition est révélatrice de l’évolution qu’a connu, en région Poitou-Charentes, cet élevage au cours des deux  dernières décennies : division par trois du nombre d’exploitations, augmentation des effectifs moyens par élevage (38 chèvres en 1988, 115 en 2000), division par dix des chèvreries de 10 à 50 chèvres qui représentaient 50 % des troupeaux en 1988, et multiplication par six des élevages de plus de 200 chèvres qui regroupent, en 2000, 45 % du cheptel. Cette évolution a principalement pour origine la crise de surproduction laitière de 1990-1991 qui, en parallèle des mesures incitatives, a favorisé des départs d’éleveurs en préretraite.

## Culture locale et patrimoine

### Lieux et monuments

#### Patrimoine civil
- Château de l'Étang, XIXe siècle.
- Château de Léray, XVIe et XVIIe siècles, inscrit partiellement en 1932 au titre des monuments historiques pour les « façades et les toitures du bâtiment principal avec sa tourelle d'angle, le portail d'entrée et la fuie du château »[41].
- Minoterie située au lieu-dit du Moulin Minot : ancien moulin à blé dépendant de la commanderie des Templiers de Civray[42].

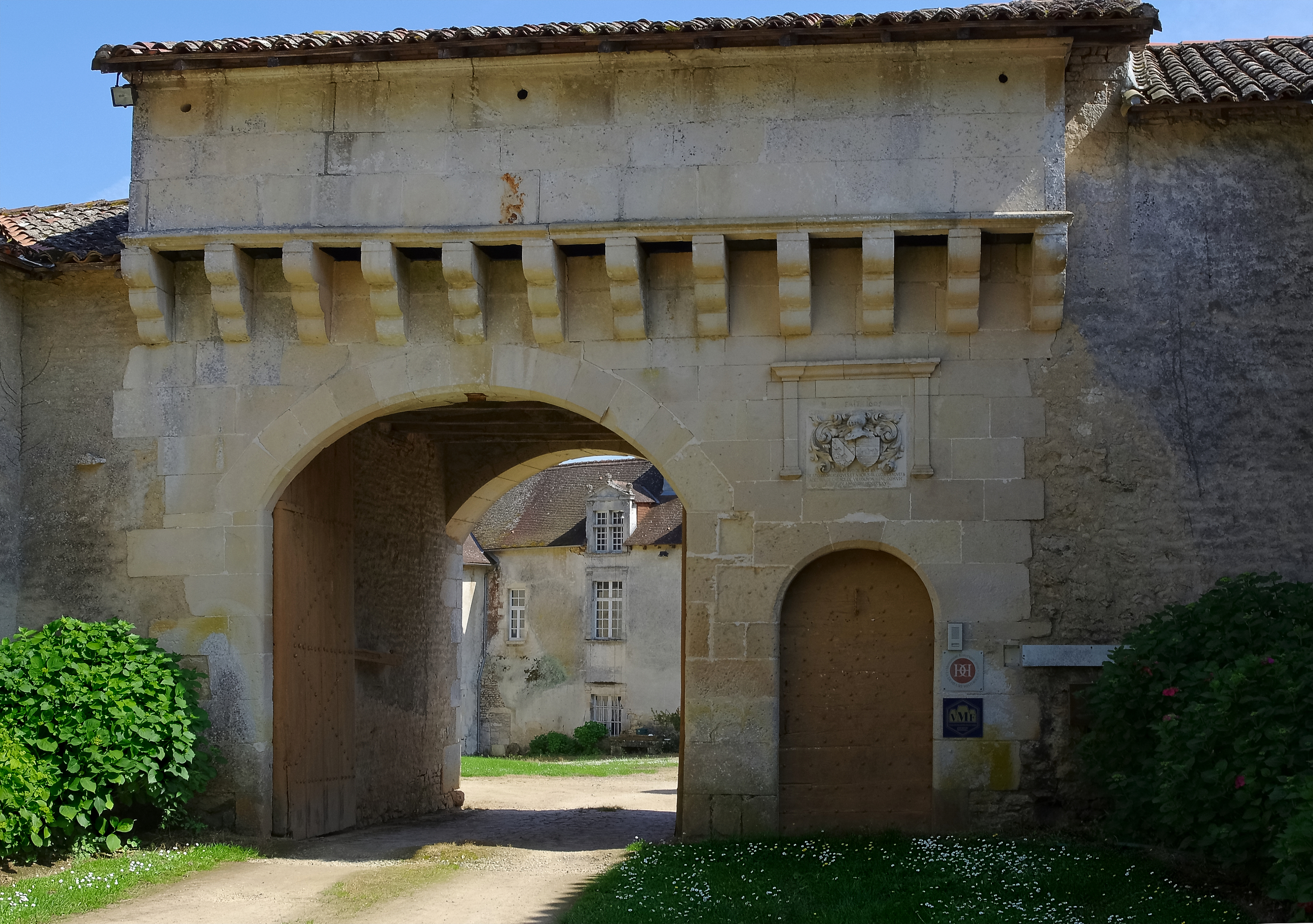
Le portail d'entrée du château de Léray.
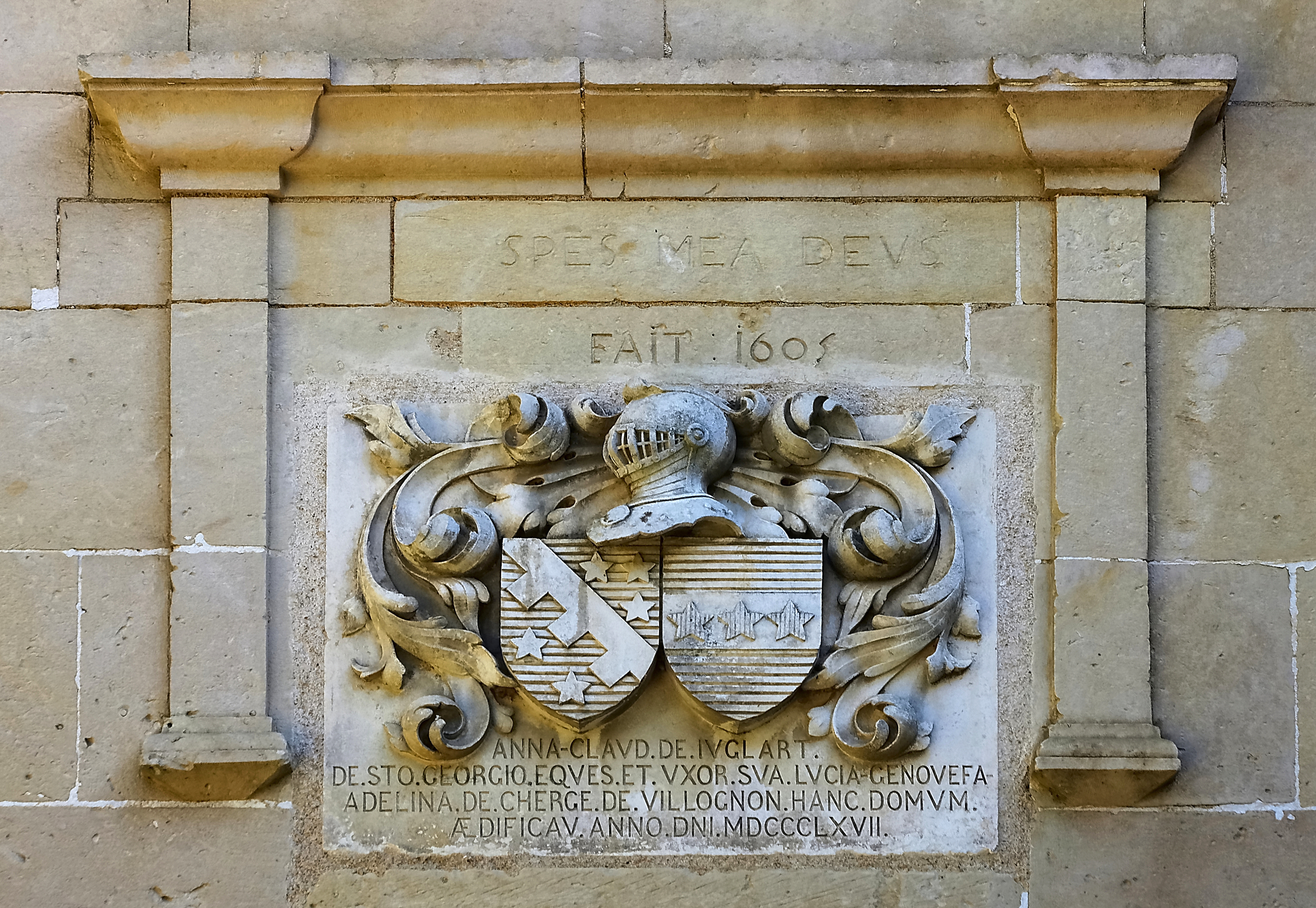
Armoiries sur le portail du château.
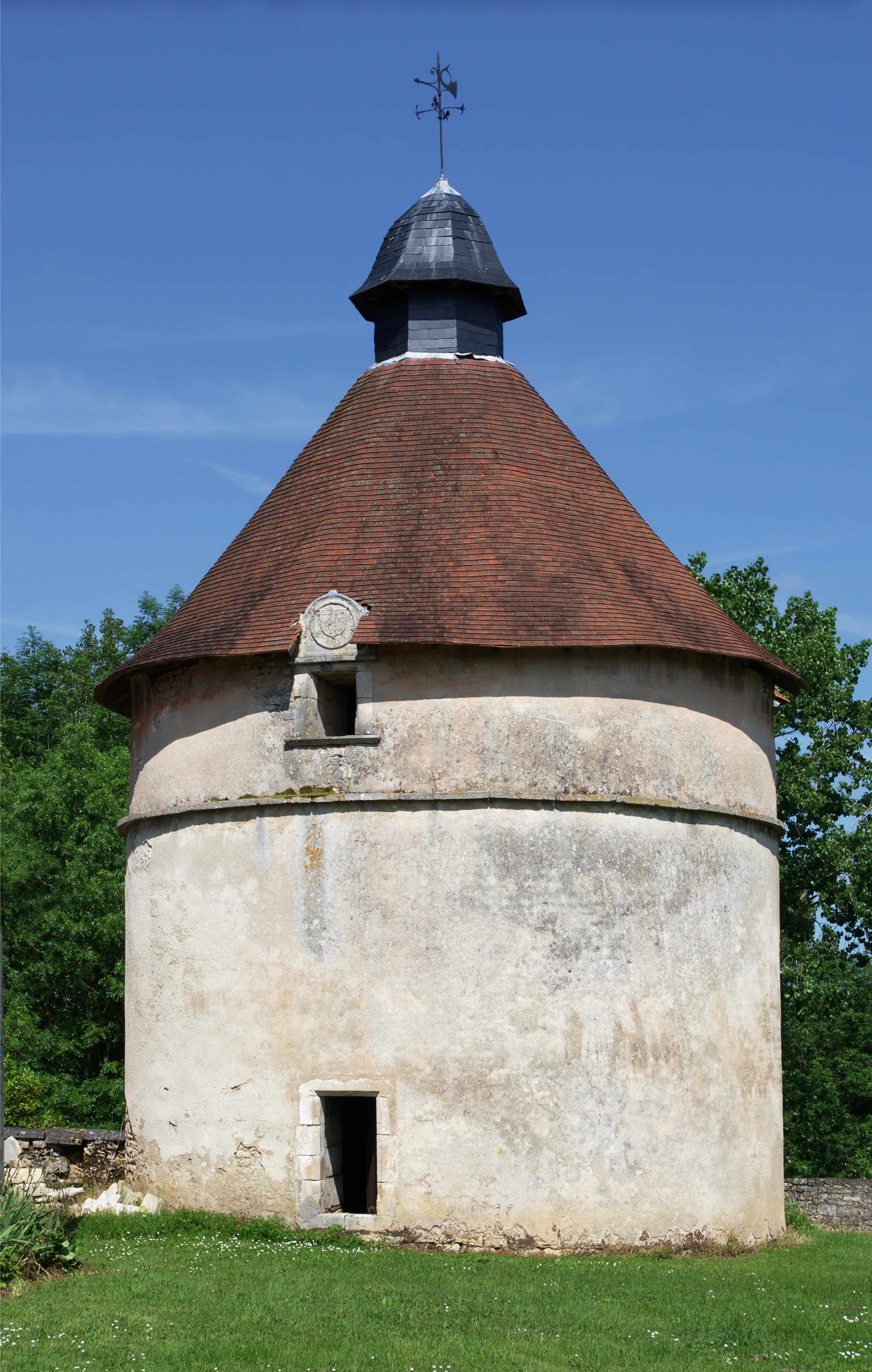
Le pigeonnier du château.
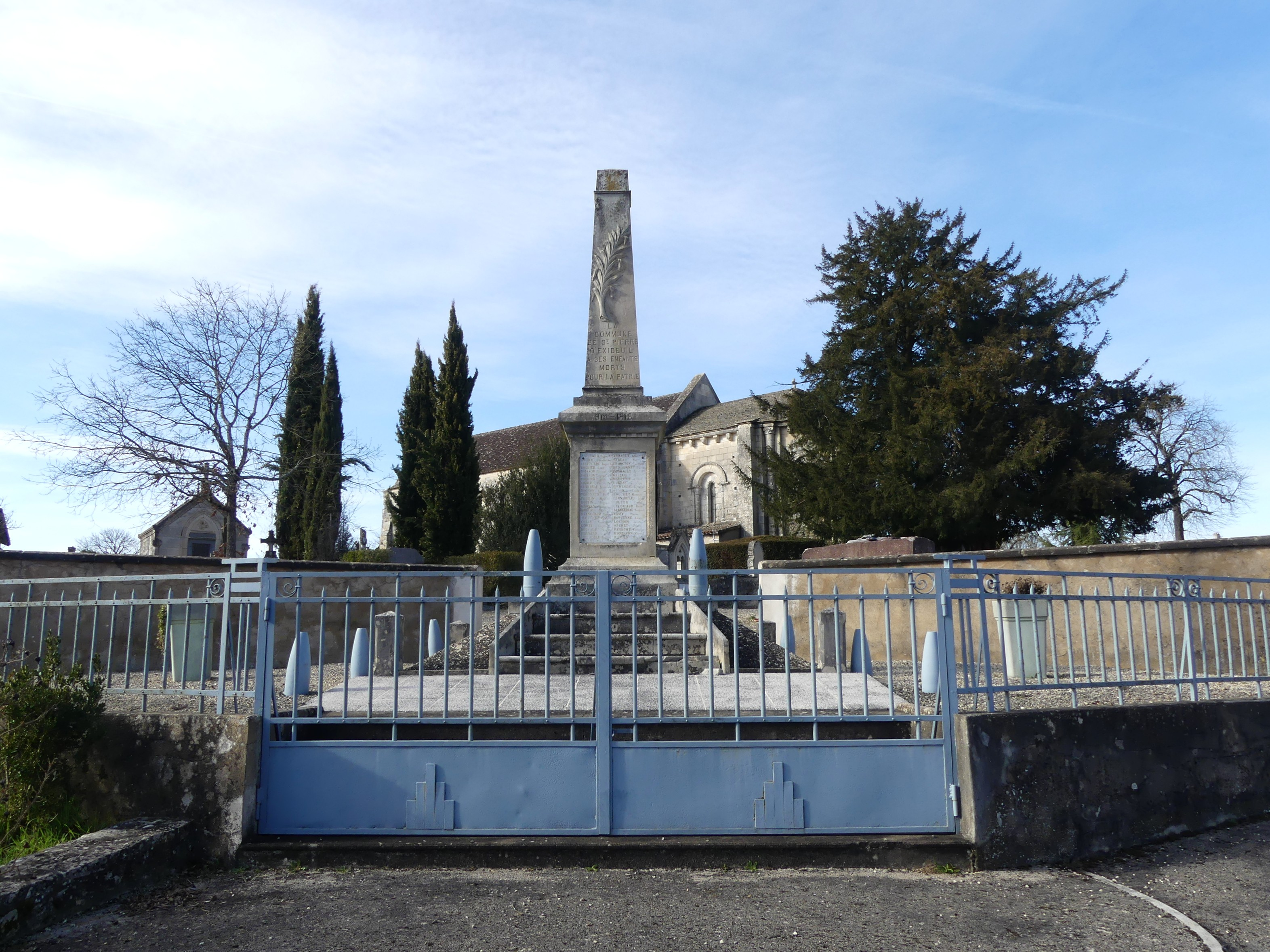
Le monument aux morts.

#### Patrimoine religieux
- Église Saint-Pierre, romane, classée monument historique en 1904[43]. Elle est ornée de nombreux modillons. Le vieux cimetière qui l'entoure comporte des tombes à chevalets.

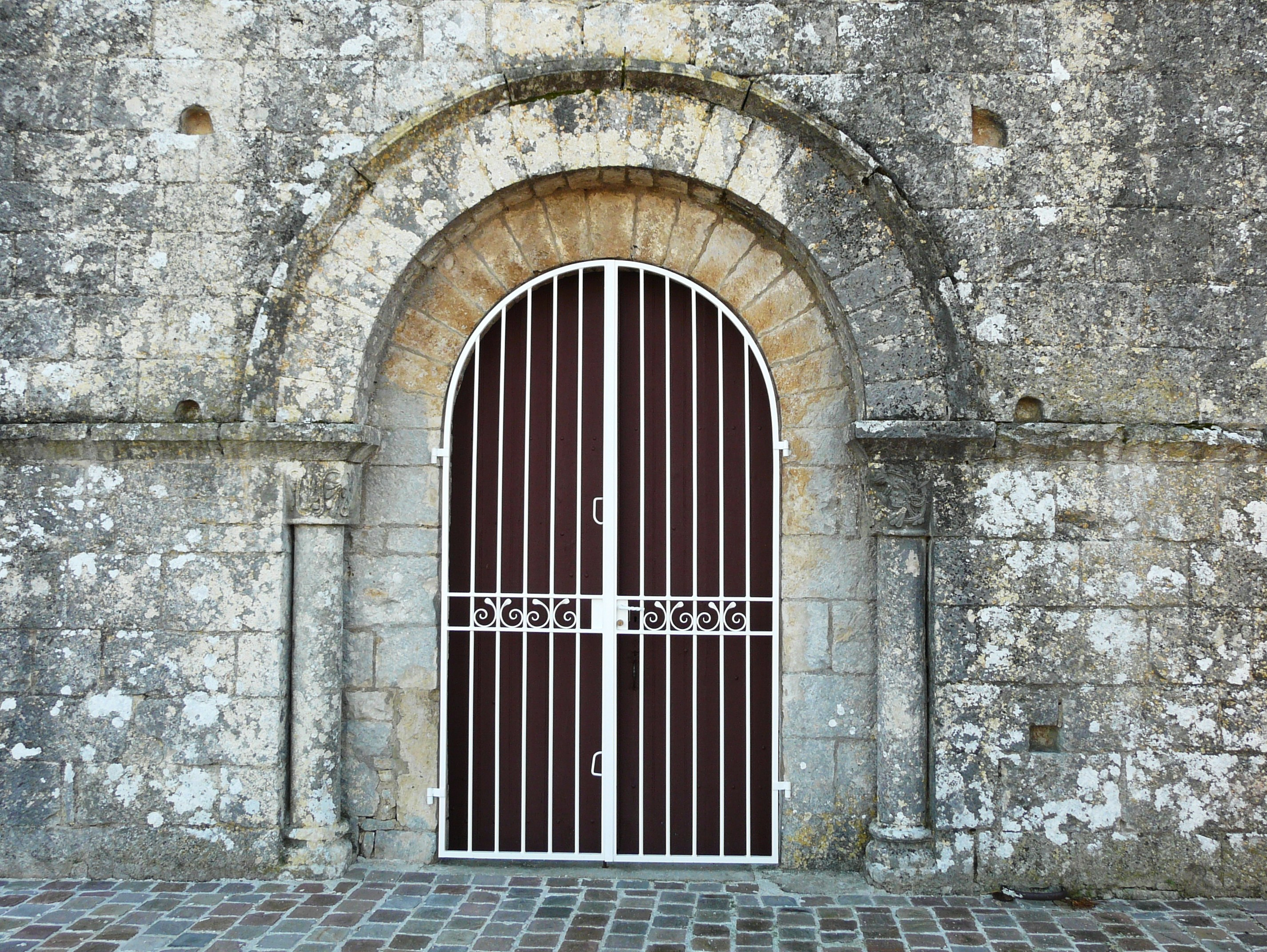
Portail roman de l'église Saint-Pierre.
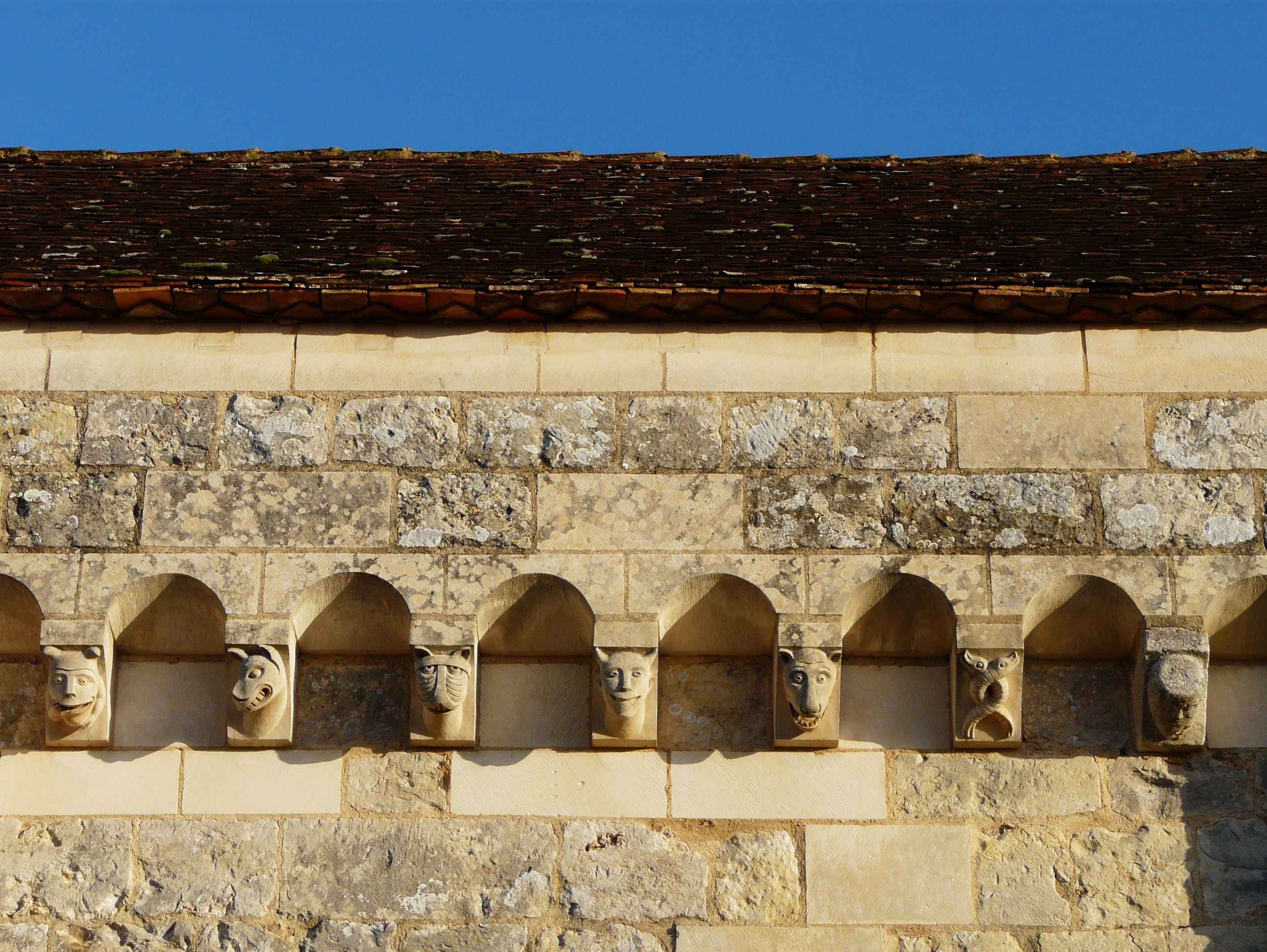
Modillons de l'église.
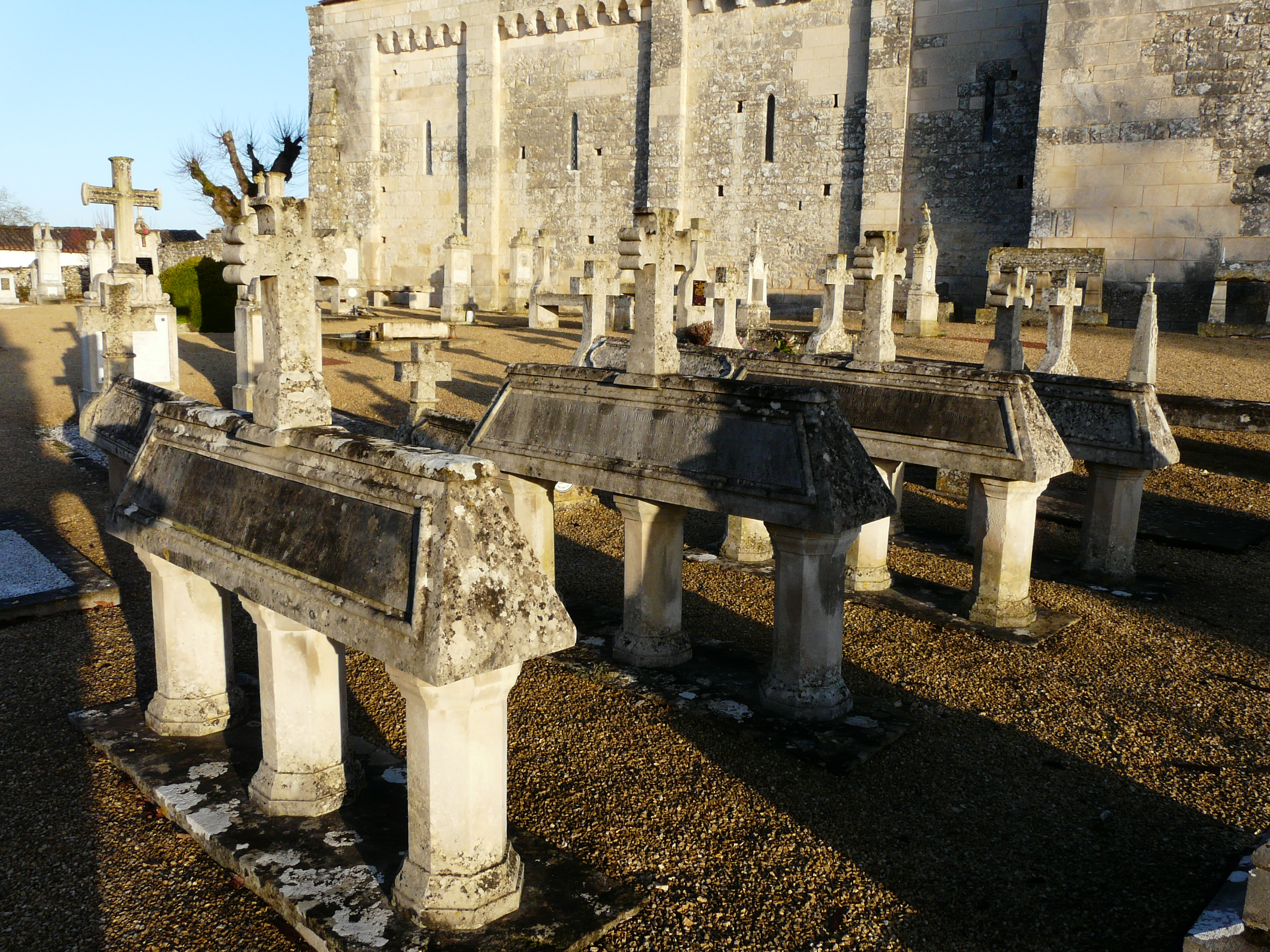
Tombes à chevalets du vieux cimetière.
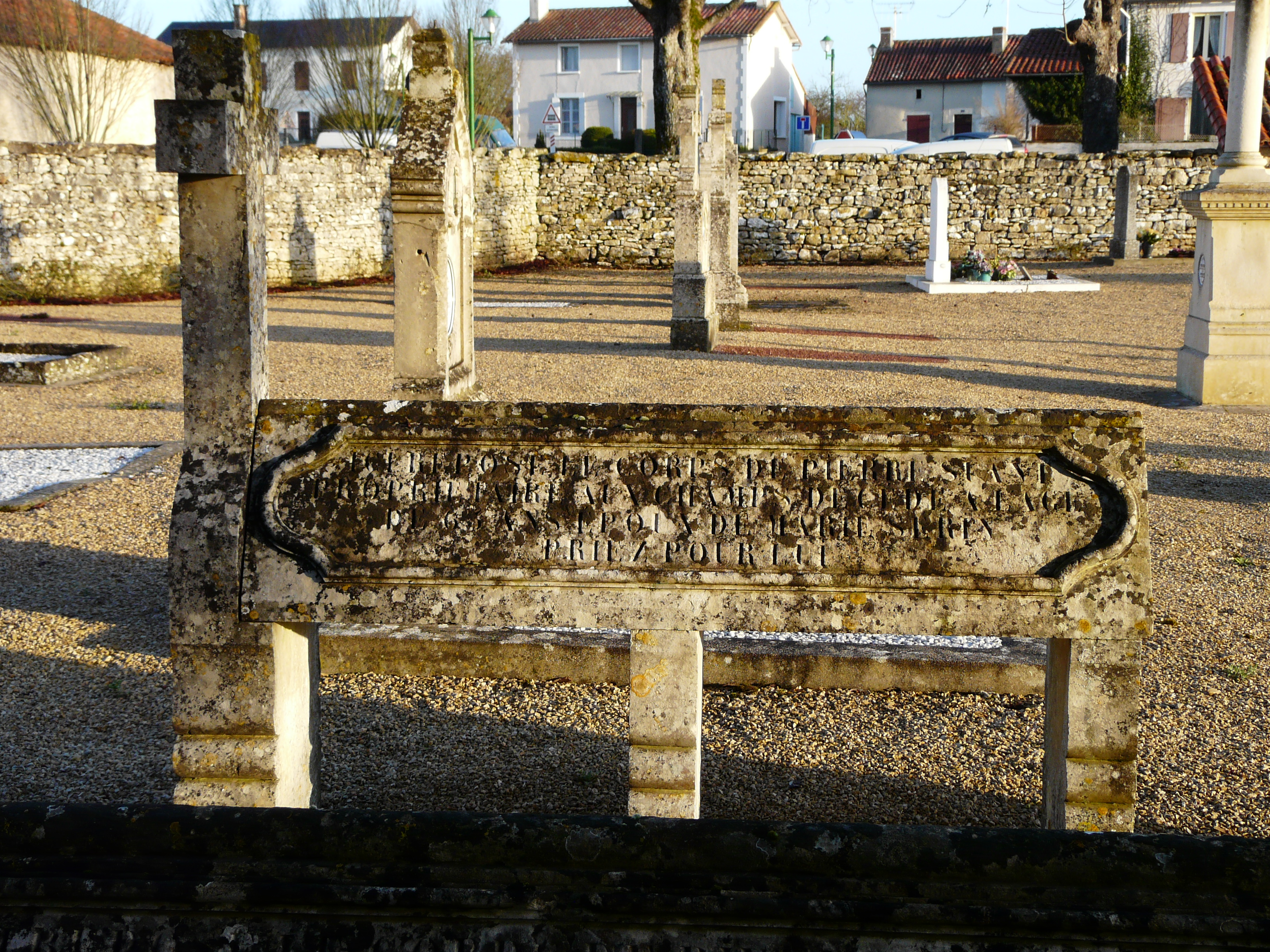
Détail d'une tombe à chevalets.
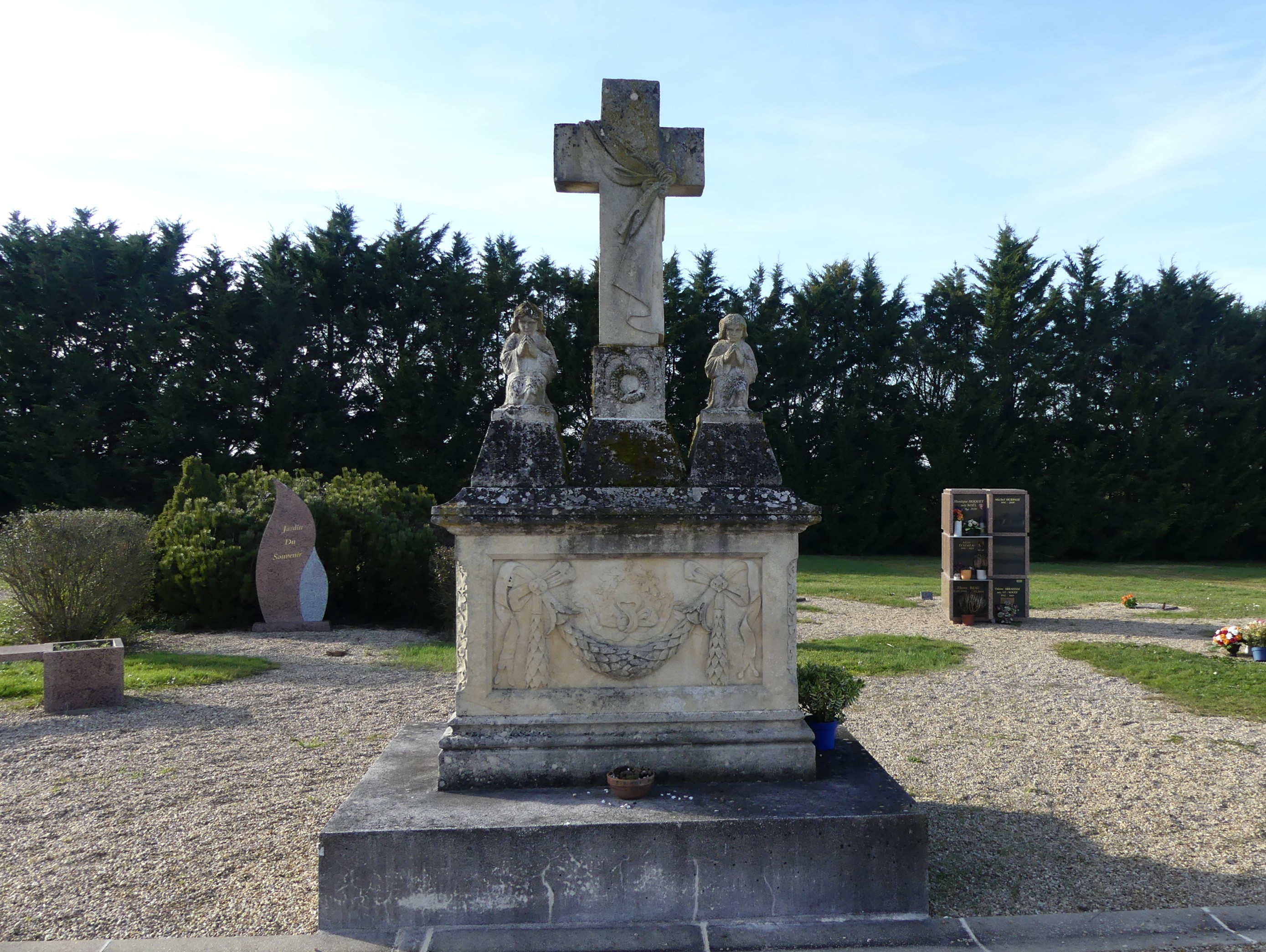
La croix principale du cimetière récent.

### Articles de Wikipédia
- Liste des communes de la Vienne
- Liste des châteaux de la Vienne
- Poitou
- Liste des monuments historiques de la Vienne